# Летонија на Светском првенству у атлетици у дворани 2016.
Летонија је учествовала на Светском првенству у атлетици у дворани 2016. одржаном у Портланду од 17. до 20. марта тринаести пут, односно учествовала је под данашњим именом на свим првенствима од 1993. до данас. Репрезентацију Летоније представљала је једна атлетичарка која се такмичила у трци на 800 метара.,
На овом првенству Летонија није освојила ниједну медаљу. Није било нових националних, личних и рекорда сезоне.

## Учесници
Жене:
- Лига Велвере — 800 м

## Резултати

### Жене
| Атлетичарка  | Дисциплина | Лични рекорд | Квалификације | Квалификације | Финале                | Финале  | Детаљи |
| Атлетичарка  | Дисциплина | Лични рекорд | Резултат      | Место         | Резултат              | Место   | Детаљи |
| ------------ | ---------- | ------------ | ------------- | ------------- | --------------------- | ------- | ------ |
| Лига Велвере | 800 м      | 2:03,08 НР   | 2:05,20       | 6. у гр. 2    | Није се квалификовала | 13 / 17 |        |